# A87 road
Die A87 road ist eine A-Straße in der schottischen Council Area Highland. Sie ist Teil einer Verbindung zwischen der schottischen Ost- und Westküste und verläuft quer durch die Highlands von der Ortschaft Invergarry am Ufer von Loch Oich im Great Glen durch Kintail und über die Skye Bridge auf die Isle of Skye, wo sie im Fährhafen von Uig endet. Von dort bestehen Fährverbindungen zu den Äußeren Hebriden nach Tarbert auf Lewis and Harris und Lochmaddy auf North Uist.

## Verlauf
Die Straße beginnt an der Abzweigung von der A82 in Invergarry, einer kleinen Ortschaft im Great Glen, etwa 25 Kilometer nördlich von Spean Bridge. Von dort steigt die A87 stetig nach Westen aus dem Glen Garry an, zunächst am Nordufer von Loch Garry, das aber bald verlassen wird. Etwa 10 Kilometer westlich von Invergarry zweigt eine schmale Single track road ab, die als Stichstraße bis zur kleinen Ansiedlung Kinloch Hourn am Ostende von Loch Hourn verläuft. Die A87 wendet sich bald weiter ansteigend nach Norden und passiert das aufgestaute Loch Loyne, das in den 1950er Jahren als Teil des vom North of Scotland Hydro-Electric Board betriebenen Glenmoriston Hydroelectric Projects aufgestaut wurde. Die A87 verlief hier bis 1957 wesentlich weiter westlich, bis sie aufgrund der Aufstauung von Loch Loyne verlegt werden musste. Sie folgte zunächst der heutigen Stichstraße im Glen Garry bis zur kleinen Ortschaft Tomdoun, von dort querte sie über eine Hügelkette in das nördlich parallel liegende Glen Loyne und querte das im natürlichen Zustand wesentlich niedriger liegende Loch Loyne auf einer Brücke. Von dort stieg die Straße am Nordhang des Tals nach Westen an, bis über eine niedrige Passhöhe der Übergang ins Glen Shiel möglich war. Nördlich der Staumauer von Loch Loyne trifft die A87 auf die von Osten kommende A887, die dem Straßenverkehr zwischen Inverness und der Isle of Skye den Umweg über Invergarry erspart. Von dort verläuft die A87 wieder nach Westen entlang des Nordufers von Loch Cluanie, einem weiteren Stausee des Glenmoriston Projects, durch die Region Kintail. Am Westende von Loch Cluanie liegt das Hotel Cluanie Inn, die einzige Ansiedlung in diesem Teil von Kintail. Bis 1957 erreichte die A87 von Süden kommend erst hier wieder ihren heutigen Verlauf.

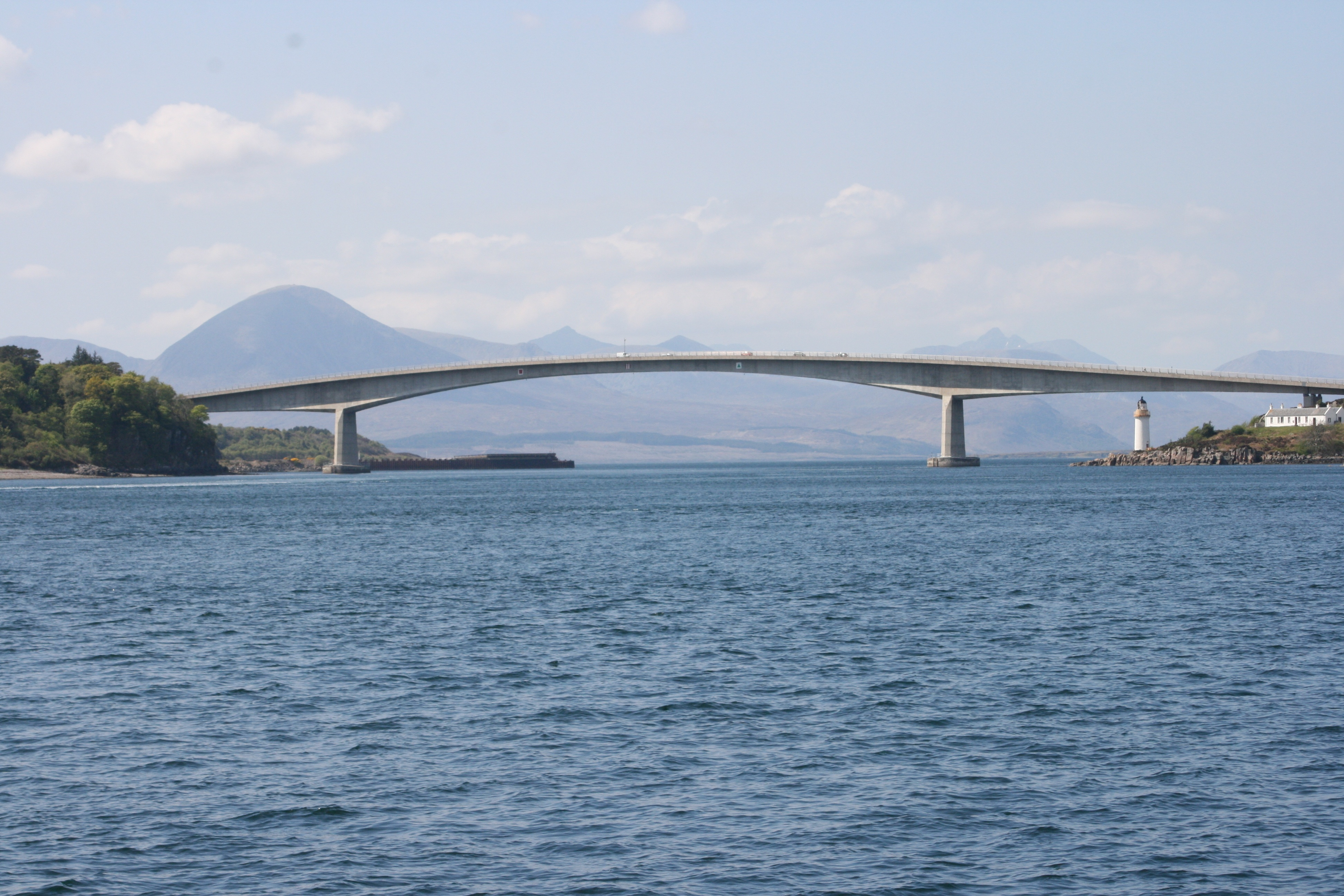
Die Skye Bridge

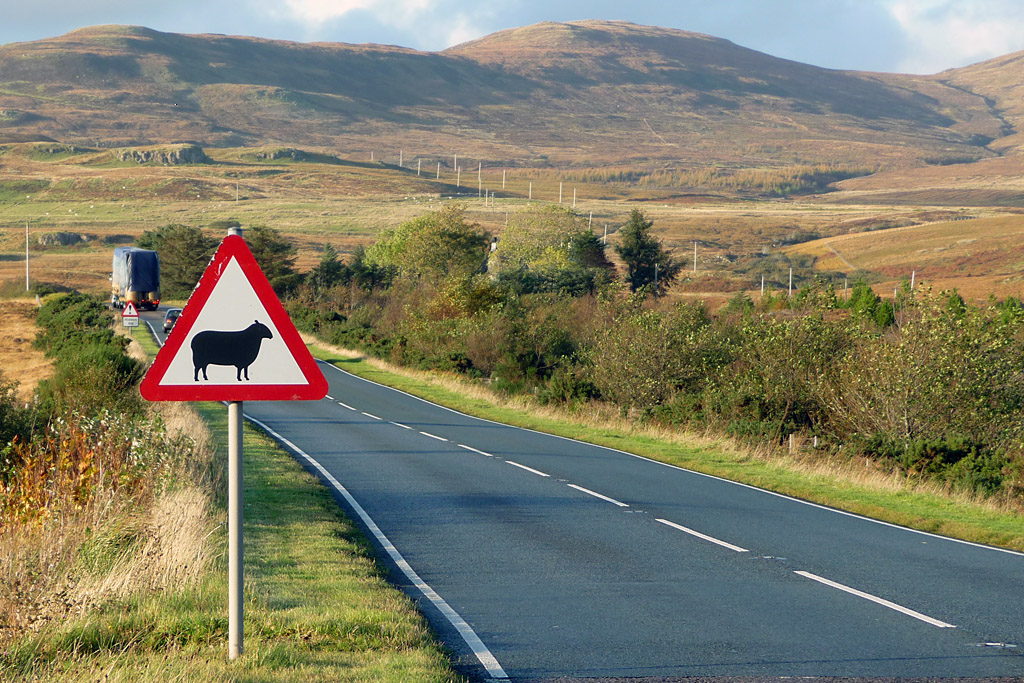
Abschnitt der A87 auf Skye

Westlich von Cluanie Inn verläuft die Straße wieder abwärts durch das zu beiden Seiten steil ansteigende und landschaftlich eindrucksvolle Glen Shiel. Bekannt sind vor allem die Five Sisters of Kintail, eine mit den fünf Gipfeln Sgùrr na Ciste Duibhe, Sgùrr na Càrnach, Sgùrr Fhuaran, Sgùrr nan Spainteach und Sgùrr nan Saighead teils über 1000 Meter aufragende Bergkette auf der Nordseite des Tals. Am Talende zweigt bei Shiel Bridge die schmale Straße nach Glenelg zur Glenelg Ferry, einer Fährverbindung nach Kylerhea auf Skye, ab. Die A87 erreicht hier am Ostende von Loch Duich, einem Seitenarm von Loch Alsh, der Meerenge zwischen dem schottischen Festland und Skye, Meereshöhe und folgt Loch Duich auf dessen Nordufer bis zur Ortschaft Dornie. Kurz vor Dornie passiert die Straße das bekannte, auf einer Insel in Loch Duich liegende Eilean Donan Castle und dessen Besucherzentrum. Bei Dornie quert die A87 auf einer Brücke Loch Long, einen weiteren Seitenarm von Loch Alsh. Etwa fünf Kilometer westlich der Brücke zweigt die A890 nach Norden ab, über die Strathcarron und Achnasheen erreicht werden kann. Weiter dem Verlauf der Küste folgend erreicht die A87 die Ortschaft Kyle of Lochalsh, den Endpunkt der Kyle of Lochalsh Line und bis zur Fertigstellung der Skye Bridge 1995 Fährhafen für Skye. Die A87 endete ursprünglich am Fährhafen und wurde erst nach Eröffnung der Brücke auf die Insel weitergeführt.
Auf Skye stellt die A87 die wichtigste Straßenverbindung dar, von ihr zweigen fast alle Stichstraßen ab, über die die verschiedenen Halbinseln Skyes erreicht werden können. Kurz vor Broadford, dem zweitgrößten Ort auf Skye, zweigt nach Süden die A851 auf die Halbinsel Sleat nach dem dortigen Hauptort Armadale ab. In Broadford folgt eine weitere Abzweigung nach Elgol auf der Halbinsel Strathaird. Die A87 verläuft jetzt weitgehend entlang der Nordostküste von Skye und passiert die südlich von ihr liegenden Cuillin Hills, deren höchste Gipfel fast 1000 Meter hoch sind. Bei der kleinen Ortschaft Sconser beginnt die Fähre nach Raasay, einer der Nachbarinseln von Skye. Beim Sligachan Hotel zweigt die A863 nach Westen ab, über die die Halbinseln Minginish und Duirinish erreicht werden können. Die A87 verläuft ab hier im Landesinneren nach Norden bis in den etwa 15 Kilometer entfernten Inselhauptort Portree, das wirtschaftliche Zentrum Skyes. In Portree zweigt die A855 nach Norden ab, über die die Ostküste der Halbinsel Trotternish erschlossen wird. Die A87 verläuft zunächst wieder durchs Inselinnere. Kurz hinter Portree zweigt die A850 nach Dunvegan und Dunvegan Castle ab. Die A87 erreicht bei Kensaleyre die Westküste von Trotternish, der sie bis zum Ende am Fährhafen von Uig folgt.
Insgesamt ist die A87 rund 159 Kilometer lang, etwa 99 Meilen. Die heutige Länge weist sie erst seit 1995 auf, nachdem sie mit Fertigstellung der Skye Bridge bis Uig verlängert wurde. Der Abschnitt auf Skye war zuvor zwischen Kyleakin und dem Abzweig nördlich von Portree Teil der A850, der Abschnitt von dort bis Uig die A856. Die Straße ist durchgängig zweispurig und überwiegend gut ausgebaut. Vor allem im Sommer ist sie stark frequentiert, da sie die wichtigste Verbindung nach Skye darstellt.